# Cleomenes cognatus
Cleomenes cognatus är en skalbaggsart som beskrevs av Holzschuh 1991. Cleomenes cognatus ingår i släktet Cleomenes och familjen långhorningar. Inga underarter finns listade i Catalogue of Life.